# ارتش آزادی‌بخش ملی ایرلند
ارتش آزادی‌بخش ملی ایرلند (INLA , ایرلندی: Arm Saoirse Náisiúnta na hÉireann) یک گروه شبه نظامی سوسیالیست و جمهوری‌خواه در ایرلند بود که ۱۰ دسامبر ۱۹۷۴، طی درگیری‌های ایرلند شمالی تشکیل شد. این ارتش به دنبال تجزیه ایرلند شمالی از پادشاهی متحده و ایجاد یک جمهوری سوسیالیستی دربرگیرنده کل ایرلند بود. اینلا در واقع شاخهٔ شبه نظامی «حزب سوسیالیست جمهوری‌خواه ایرلند» (IRSP) بود.
اینلا توسط اعضای سابق «ارتش جمهوری‌خواه رسمی ایرلند» به وجود آمد و شامل اعضایی بود که با آتش‌بس آن گروه مخالف بودند. در ابتدا به عنوان «ارتش آزادی‌بخش خلق» یا «ارتش جمهوری خلق» شناخته می‌شد. اینلا یک کمپین شبه نظامی علیه ارتش انگلیس و «فرماندهی سلطنتی اولستر» (RUC) در ایرلند شمالی ترتیب دادند. همچنین در جمهوری ایرلند، انگلیس و سرزمین اصلی اروپا به میزان کمتری فعال بودند. حملات برجسته‌ای که توسط INLA انجام شد، شامل «بمب‌گذاری دراپین ول»، «کشتار جاده شانکیل در ۱۹۹۴»، «ترورهای آیری نیو در ۱۹۷۹» و «بیلی رایت در ۱۹۹۷» بود. با این حال این گروه نسبت به گروه شبه نظامی اصلی جمهوری‌خواهان، یعنی IRA موقت، کوچکتر بوده و فعالیت کمتری داشت. این گروه نهایتاً با اختلافات داخلی ضعیف شد. اعضای گروه برای حملاتی که داوطلبان انجام دادند از نام‌های دولتی ارتش آزادی‌بخش خلق، ارتش جمهوری‌خواه خلق، و نیروی واکنش کاتولیک استفاده کردند اما INLA نمی‌خواست مسئولیت آن را بپذیرد. طبق قانون پیشگیری از تروریسم در سال ۱۹۷۴، INLA در ۳ ژوئیه ۱۹۷۹ به یک گروه ممنوع در انگلستان تبدیل شد.
پس از یک کارزار مسلحانه ۲۴ ساله، INLA در ۲۲ اوت ۱۹۹۸ آتش‌بس اعلام کرد. در اوت ۱۹۹۹، اظهار داشت که «هیچ استدلال سیاسی و اخلاقی برای توجیه از سرگیری کارزار وجود ندارد». در اکتبر ۲۰۰۹، INLA رسماً وعده داد که اهداف خود را از طریق ابزارهای سیاسی مسالمت‌آمیز دنبال کند و از خلع سلاح خود را شروع کرد.
IRSP از سیاست «بدون حمله اول» پشتیبانی می‌کند که به مردم اجازه می‌دهد شکست عملیاتی صلح را بدون اقدامات نظامی ببینند.
فعالیت اینلا در بریتانیا منع شده و تحت «قانون تروریسم سال ۲۰۰۰»، ممنوع است. این سازمان در جمهوری ایرلند نیز غیرقانونی است.